# IC 488
IC 488 је двојна звијезда у сазвјежђу Рак која се налази на листи објеката дубоког неба у Индекс каталогу.
Деклинација објекта је + 25° 54' 10" а ректасцензија 8h 0m 49,7s.